# Sigorbus Julu
Sigorbus Julu is een bestuurslaag in het regentschap Padang Lawas van de provincie Noord-Sumatra, Indonesië. Sigorbus Julu telt 842 inwoners (volkstelling 2010).